# Sven Nilsson
Sven Nilsson (8 marzo 1787 – 30 novembre 1883) è stato uno zoologo e archeologo svedese.

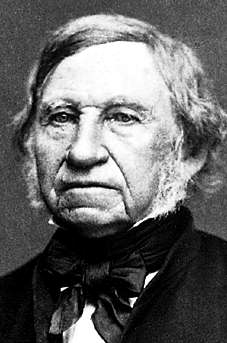
Sven Nilsson.

Fu direttore del Museo di Storia Naturale di Stoccolma (1828-1831), professore di storia naturale all'Università di Lund (1832-1856) e rettore della stessa (1845-1846). Pubblicò numerose opere sulla fauna della Scandinavia, effettuò vari scavi archeologici e introdusse prospettive etnografiche in campo archeologico. Nel 1821 venne nominato membro dell'Accademia Reale Svedese delle Scienze.

## Opere
- De variis mammalia disponendi modis (1812)
- Ornithologia suecica (1817-1821)
- Prodromus ichthyologiae scandinavicae (1832)
- Observationes ichthyologicae (1835)
- Skandinavisk fauna (1820-1853)
- Historia molluscorum Sueciae (1823)
- Petrificata suecana (1827)
- Illuminerade figurer till skandinavisk fauna (1832-1840)
- Prodromus ichthyologiae (1832)
- The Primitive Inhabitants of the Scandinavian North (1838-1843)
- Skandinaviska Nordens urinvånare (1862-1866)
- Die Ureinwohner des skandinavischen Nordens (1863-1868)